# Чибафруїме
Чибафруїме — божество вояків в міфології народу чибча-муїска, також покровитель військових звитяг і перемог. Часто згадувався у поєднанні з богом війни Гігває.

## Опис
Виглядає як кремезна, висока людина, що носить на собі шкуру ягуара, на голві маска або голова цієї ж тварини.

## Міфи
Якійсь міфи, що стосуються Чибафруїме натепер невідомі. Вважався помічником бога-героя Бочіки. За дослідженням спочатку був місцевим божеством держави Гуатавіта. З часом поширився серед південних, а потім північних муїсків. Втім поступився за значенням іншим богам. Був богом усіх вояків без виключення, але йому більше поклонялися саме усаке-військовики.

## Культ
Йому поклонялися перед початком походу, приносячи в жертву рабів, колишніх військових бранців. Є згадки, що під час жертвопринесень жерці одягали маски ягуарів — символу Чибафруїме.